# Can Gaza (Alella)
Can Gaza és un edifici d'Alella (Maresme) protegit com a Bé Cultural d'Interès Local.

## Descripció
Es tracta d'un edifici civil. Resulta especialment interessant perquè és la modificació d'una antiga casa de pagès coberta amb una teulada de dos vessants i el carener paral·lel a la façana, al damunt de la qual es construí una de nova, d'estil neoclàssic, amb una porxada d'arcs de mig punt a la part inferior, una filera de finestres circulars a la part de damunt, i tot el conjunt encapçalat per la part superior de la cornisa per una sèrie d'hídries típicament neoclàssiques. S'hi van afegir dos cossos laterals a manera de terrassa, amb balustrades.

## Història
La modificació fou realitzada el segle xix.